# Senecio umbrosus
Senecio umbrosus là một loài thực vật có hoa trong họ Cúc. Loài này được Waldst. & Kit. miêu tả khoa học đầu tiên năm 1806.